# Saint-Sulpice-le-Dunois
Saint-Sulpice-le-Dunois is een gemeente in het Franse departement Creuse (regio Nouvelle-Aquitaine) en telt 640 inwoners (2005). De plaats maakt deel uit van het arrondissement Guéret.

## Geografie
De oppervlakte van Saint-Sulpice-le-Dunois bedraagt 30,3 km², de bevolkingsdichtheid is 21,1 inwoners per km².

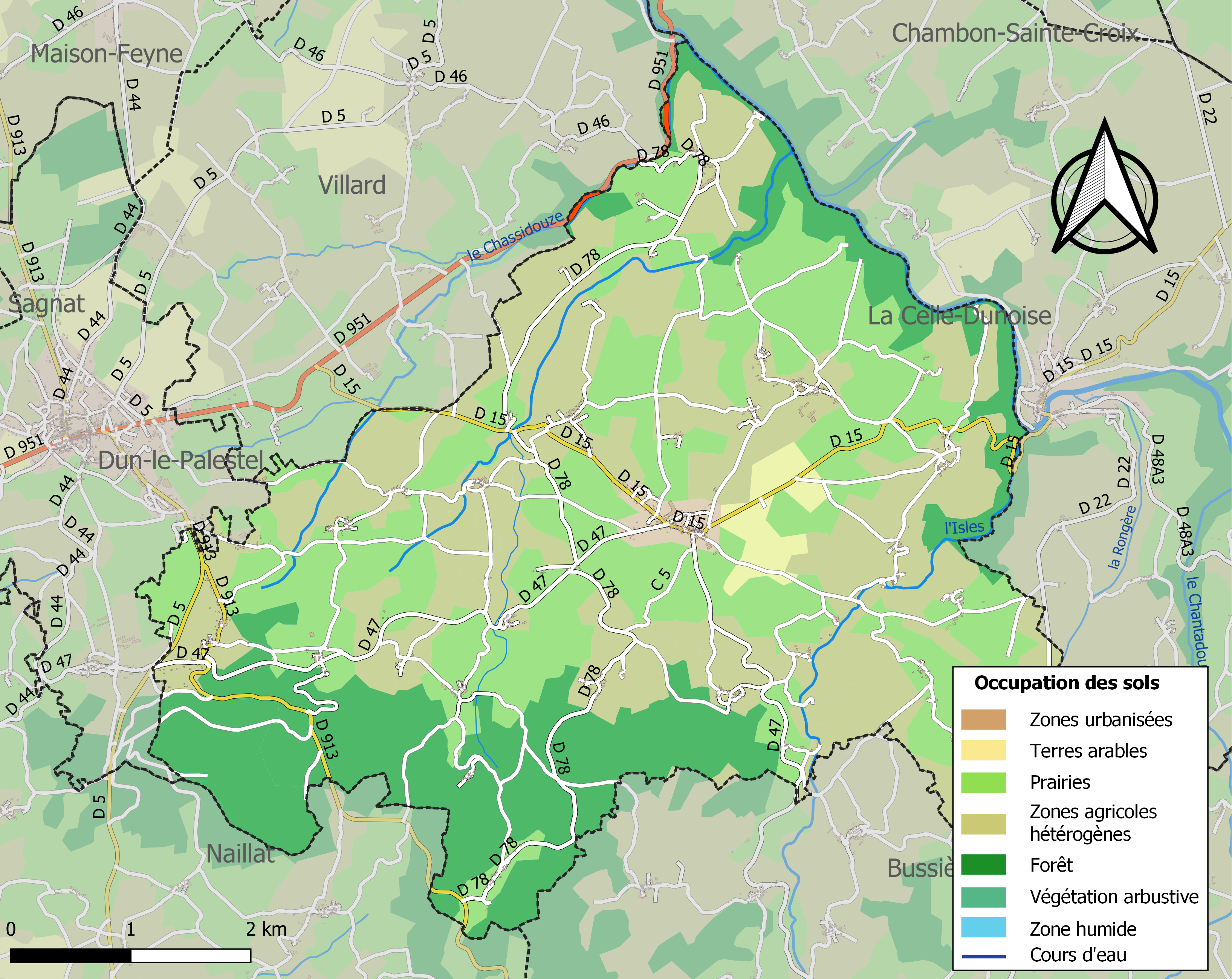
Kaart van de gemeente met de belangrijkste infrastructuur, bodemgebruik en omliggende gemeenten

## Demografie
Onderstaande figuur toont het verloop van het inwonertal (bron: INSEE-tellingen).